# Бісімбре
Бісімбре (ісп. Bisimbre) — муніципалітет в Іспанії, у складі автономної спільноти Арагон, у провінції Сарагоса. Населення — 109 осіб (2010).
Муніципалітет розташований на відстані близько 250 км на північний схід від Мадрида, 50 км на північний захід від Сарагоси.

## Демографія
Динаміка населення (INE ):